# Яковлев, Алексей Авенирович
Алексе́й Авени́рович Я́ковлев (род. 28 марта 1956, Ленинград) — российский врач-инфекционист, ведущий специалист в области ВИЧ-инфекции, вирусных гепатитов. Главный врач СПбГБУЗ «Клиническая инфекционная больница имени С. П. Боткина» в 1994—2020 годах, основатель и заведующий кафедрой инфекционных болезней, эпидемиологии и дерматовенерологии медицинского факультета Санкт-Петербургского государственного университета с 1997 года. Доктор медицинских наук, профессор, заслуженный врач Российской Федерации.

## Биография
Родился 28 марта 1956 года в семье ленинградских врачей. Глава семьи — профессор Авенир Михайлович Яковлев, полковник в отставке, многие годы заведовал кафедрой микробиологии в Ленинградском педиатрическом медицинском институте. Мать, Светлана Дмитриевна Яковлева — микробиолог, работала в Военно-медицинской академии имени С. М. Кирова.

### Образование и работа
Окончил Первый Ленинградский медицинский институт имени академика И. П. Павлова в 1978 году. Проходил обучение в клинической ординатуре и аспирантуре на базе больницы имени Боткина, в дальнейшем осуществлял педагогическую работу на кафедре инфекционных болезней института. В течение 13 лет работал врачом-дежурантом в приёмном отделении больницы Боткина. В 1983 году защитил кандидатскую диссертацию, в 1992 году — докторскую диссертацию.
Первым применил метод лазерной корреляционной спектроскопии для диагностики вирусного гепатита и совместно с сотрудниками Петербургского института ядерной физики создал программу для прогнозирования его течения.
В 1987 году на Всемирном конкурсе молодых учёных в Лондоне получил первое место в мире и был представлен к премии фармацевтической компании «Аbbott» за лучшую научную работу по созданию новых принципов диагностики и исследования патогенеза вирусных гепатитов.
В 1993 году возглавил специализированную клинику Научно-исследовательского института гриппа по испытанию новых лекарственных препаратов Министерства здравоохранения Российской Федерации, в 1993 году основал специализированную клинику по лечению вирусных гепатитов (ныне существующая Клиника хронических вирусных инфекций имени профессора Е. Н. Виноградовой).
В 1994 году был назначен главным врачом городской инфекционной больницы № 30 имени С. П. Боткина. Принимал активное участие в создании городского Центра по борьбе и профилактике ВИЧ-инфекции вместе с профессором А. Г. Рахмановой.
Проработав в должности главного врача более 25 лет, А. А. Яковлев приложил огромные усилия для сохранения статуса больницы как крупнейшего и современного учреждения здравоохранения на Северо-Западе. В ответ на изменяющиеся социально-экономические условия и эпидемиологическую ситуацию в больнице были открыты новые отделения и подразделения: отделения для лечения ВИЧ-инфицированных пациентов, врачебный здравпункт для бездомных в рамках сотрудничества с организацией «Врачи без границ», три специализированные лаборатории, отделение гемодиализа, отделение экстракорпоральной дезинтоксикации, первое в России отделение для особо опасных инфекций, кабинет баротерапии, создана первая среди российских лечебно-профилактических учреждений медико-социальная служба. Алексей Авенирович добился бюджетного финансирования пункта профилактики ВИЧ-инфекции и организовал передвижные пункты, работающие в нескольких районах города.
Являясь не только руководителем, но и крупным учёным, впервые в России А. А. Яковлев внедрил в работу больницы этиотропную терапию вирусных гепатитов. В 1996 году перевёл больницу на одноразовые системы забора крови и системы для внутривенного введения. Внедрил в практику работы десятки современных методов обследования, включая ПЦР-диагностику ОРВИ и кишечных инфекций, гистоиммунохимию и ПЦР in situ, магнитно-резонансную томографию, компьютерную томографию, экстракорпоральную мембранную оксигенацию, а также метод кратковременной эластографии с применением «Фиброскана» и биохимический метод оценки фиброза («Фибромакс»).
После ухода с должности руководителя самого большого инфекционного стационара России весь 2020 год в период пандемии COVID-19 работал врачом-клиницистом и заместителем главного врача клиники «Медси» в Отрадном (Московская область).
Вошёл в историю Петербурга тем, что именно ему принадлежала идея реформирования старейшей и уникальной инфекционной больницы путём создания двух площадок, расположенных на севере и юге города. Явился организатором и координатором строительства и запуска новой инфекционной больницы «Больница Боткина — Север», которая в период пандемии COVID-19 стала инфекционным щитом города. Под его руководством больница осуществляла широкое международное сотрудничество, неоднократно получала грамоты и благодарности от президента Российской Федерации, руководства Санкт-Петербурга, а также от медицинской службы Белого дома США.
В 2017 году первый этап был успешно завершён открытием северной площадки, отвечающей самым современным требованиям, предъявляемым к медицинским учреждениям такого профиля и не имеющей аналогов в России. Открытие новой больницы было оценено общественностью города как событие века, а А. А. Яковлев был признан «Мужчиной года — 2018» в номинации «Медицина»".
В период руководства больницей А. А. Яковлев вернул ей название «Клиническая инфекционная больница имени С. П. Боткина» (2007 год). Впервые в России на базе «Больница Боткина — Север» создал учебный кластер для ведущих медицинских университетов Санкт-Петербурга.
Является автором более 300 публикаций в отечественных и зарубежных изданиях. Автор и соавтор ряда книг и учебников. Неоднократно представлял здравоохранение Санкт-Петербурга на парламентских слушаниях в Государственной думе, Межпарламентской ассамблее стран — участников СНГ. Награждён медалью «В память 300-летия Санкт-Петербурга», юбилейной медалью — «100 лет профсоюзам России», отраслевым знаком «Отличнику здравоохранения». Член Европейской ассоциации специалистов по заболеваниям печени (EASL), Член общества иммунологии и иммунореабилитации.